# Edinho Pattinama
Edinho Pattinama (Spijkenisse, 1 maart 1989) is een Nederlands voetballer.
Pattinama speelde in de jeugd bij SV Deltasport Vlaardingen waar zijn vader Ton Pattinama toen trainer van het 1e elftal was. Later ging hij naar Feyenoord en debuteerde 7 december 2008, als invaller voor Anthony Lurling, bij NAC in de thuiswedstrijd tegen ADO Den Haag. Hij is de tweelingbroer van Jordão Pattinama.
In het seizoen 2010/11 speelde hij voor RKSV Leonidas uit Rotterdam. Vanaf eind 2011 kwam hij uit voor SCO '63 en sinds 2013 speelt Pattinama voor SV Deltasport Vlaardingen.
Edinho Pattinama is sinds 20 juli 2019 getrouwd met tennisster Lesley Kerkhove.  
In februari 2010 werd hij net als zijn vader veroordeeld tot een boete van 500 euro wegens mishandeling en bedreiging, gepleegd in 2008.
| Seizoen | Club      | Wedstrijden | Goals | Competitie |
| ------- | --------- | ----------- | ----- | ---------- |
| 2008/09 | NAC Breda | 5           | 0     | Eredivisie |
| 2009/10 | NAC Breda | 0           | 0     | Eredivisie |